# Мохаммед Абдель Вахаб Абдель Азиз
Мохаммед Абдель Вахаб Абдель Азиз (дат. Mohammed Abdel Wahhab Abdel Aziz; 7 сентября 1959 — 20 августа 2002) — религиозный наставник, террорист арабского происхождения, один из зарубежных участников чеченских вооружённых формирований во время первой и второй войн в Чечне.
В 1998 году прибыл из Дании воевать в Чечню. В 2000 году пленён российскими войсками, приговорён к 12,5 годам лишения свободы, умер в тюрьме. Обвинялся в различных преступлениях, в том числе в похищении и изнасиловании несовершеннолетних.

## Биография
Родился 7 сентября 1959 года в Мосуле, Ирак, хотя есть версия, что он палестинского происхождения. Переехал в Багдад, где стал очень религиозным человеком. Его религиозные взгляды привели к конфликту с правящей партией БААС. Примерно в 1983 году он бежал из Ирака в Саудовскую Аравию через Иорданию и поселился в Медине, где изучал исламское право в университете. Позднее переехал в Германию, в конце 1980-х отправился в Пакистан к афганской границе, как утверждается, для оказании помощи афганским детям-беженцам. Его родственник позднее утверждал, что Азиз был знаком с пропагандистом джихада Абдуллой Аззамом и воевал с советскими войсками в Северном Афганистане. После окончания войны он уехал в Иорданию и в дальнейшем переезжал со своей новой женой.
В 1992 году получил политическое убежище в Дании, как утверждается, в связи с притеснениями на религиозной почве и трёхлетним тюремным заключением в Ираке. Проживал в пригороде Копенгагена Бронсхой вместе с женой и двумя детьми, получал социальное пособие и льготы. По его словам, он не имел постоянной работы и не говорил по-датски. Посещавшие мечеть в Копенгагене знали его как спокойного и замкнутого человека.
С 1996 по 1998 год совершал многочисленные поездки за границу, в основном в мусульманские страны, несмотря на свой весьма скромный официальный доход. Среди направлений его поездок были Турция, Азербайджан, Саудовская Аравия, Грузия, Пакистан, Швеция и Румыния. В 1997 и 1998 годах он несколько раз побывал в Баку — в то время город был средоточием исламистов в целом и Аль-Каиды, в частности.
Газета «Труд», ссылаясь на информацию от военной разведки, пишет, что он был известен под именем Абу Джунейд среди радикальных исламистов в странах Аравийского полуострова.

### Война в России
В начале июля 1998 года через Турцию и Грузию пересёк российскую границу и проник на территорию Чечни. По данным российских следователей, входил в отряды Рамазана Ахмадова и Арби Бараева. На территории Чечни вёл обучение боевиков в учебных лагерях и на военных базах Сержень-Юрта и Урус-Мартана. Принимал участие в боевых действиях в Новолакском районе Дагестана, в разработке планов нападения на части российских войск, захвата Моздока и Нальчика.
По мнению специалиста Датского института международных исследований, Азиз пользовался большим уважением среди чеченских боевиков из-за его религиозного образования и знания исламского права. В Чечне Азиз вёл подробный дневник, который занимал около 40 страниц. Согласно записям дневника, Азиз выносил юридические решения (фетвы) по различным вопросам: он одобрил похищения людей для перепродажи их в рабство в страны Персидского залива, убийство русских женщин в Грозном, казнь через обезглавливание за попытку изнасилования чеченской девушки, захват заложников, похищения русских и евреев за пределами Чечни, ампутацию части тела заложника, закладку бомбы в автомобиле с пассажирами в жилом районе.
Дневник фигурировал на суде в качестве доказательства его связи с террористами Хаттабом, Шамилем Басаевым, Арби Бараевым:

28.03.1999. Встретился с Хаттабом… Посмотрели ответы и вопросы, посылаемые на Аравийский полуостров… Он сообщил мне об опасности положения с Масхадовым из-за вероятности того, что Гелаев войдет в правительство и о слабости Шуры.
04.05. Приходил Гариб, чтобы просить фетву (разрешение) на захват пленников и продажу их в государства Персидского залива.
04.06. Приходил судья Абу Сиддик и Адлан за фетвой на убийство четырёх русских инженеров, похищенных в Ингушетии.
26.07. Ходил в Совет пропаганды, рассказывал по их просьбе о парандже.
04.08. Ко мне прибыл Совет Шуры из Кабардино-Балкарии… посоветоваться насчет их республики и военных позиций, которые можно захватить, чтобы нанести удар по русским. Потом я объяснил им принципы исламской деятельности и джихада…

Под Урус-Мартаном попал под бомбардировку, прятался в Гойтах. 17 марта 2000 года арестован сотрудниками Урус-Мартановского ОВД в ходе проведения контртеррористической операции. С ним обнаружили одну из его пленниц. Он был вооружён автоматом, гранатой и имел спутниковый телефон для связи с другими террористами.

### Обвинения в изнасилованиях
Азизу неоднократно вменялись обвинения в изнасиловании несовершеннолетних. Согласно материалам следствия, в феврале 2000 года чеченские боевики похитили из дома в Грозном 16-летнюю девушку и отдали её Азизу. Она показала, что подвергалась изнасилованиям, Азиз угрожал убийством ей и её близким, избивал, нанеся тяжёлые травмы.
Кроме того, сепаратисты совместно с самим Азизом похитили малолетних сестёр (12 и 14 лет), при этом была убита их бабушка. Обе находились в плену у Азиза несколько месяцев, подвергаясь изнасилованиям и избиениям. Их освободили в селе Закан-Юрт. После освобождения сестёр президент России Владимир Путин во время поездки в Краснодар выразил беспокойство состоянием их здоровья. По словам одной из них, Азиз мог говорить по-русски.
В октябре 1999 года сепаратисты из группы Бараева в селе Чири-Юрт похитили приехавшую к родным жительницу Северной Осетии, которую также «подарили» Азизу. Ей удалось сбежать со второй попытки через месяц пребывания в плену. Также Азизу отдали ещё одну похищенную несовершеннолетнюю, которая рассказала, что он избивал её и угрожал отрезать голову. В своём дневнике последний отметил, что при четырёх свидетелях ему подарили рабыню. Согласно записям дневника, всего у Азиза было пять секс-рабынь.

### Суд и приговор
В ходе судебного процесса представители датского посольства, нанявшие адвоката подсудимому, ежедневно интересовались тем, не подвергается ли гражданин их страны насильственным действиям в местах содержания под стражей. Кроме того, датская сторона попросила не выдавать подсудимого Ираку.
В интервью журналисту датской газеты Jyllands-Posten, который посетил его в Бутырской тюрьме, Азиз выразил опасение, что он не выживет в российской тюрьме. Азиз настаивал, что его права человека должны соблюдаться. На вопрос журналиста, уважал ли он сам права похищенных в Чечне, Азиз пояснил, что там он действовал в соответствии с исламским правом. Он отметил: «Люди должны жить по законам». Также он высказал мнение, что в Чечне будет очень трудно построить исламское государство, поскольку она испытывает сильное влияние европейской (русской) культуры, а сами чеченцы, хотя и называют себя мусульманами, но в повседневной жизни не следуют исламу.
В октябре 2001 года Краснодарский краевой суд приговорил Азиза к 12,5 годам лишения свободы в колонии строгого режима. Его признали виновным по трём статьям Уголовного кодекса России (ст. 208 — организация незаконного вооруженного формирования или участие в нём, ст. 222 — незаконное приобретение, передача, сбыт, хранение, перевозка или ношение оружия, его основных частей, боеприпасов, взрывчатых веществ и взрывных устройств, ст. 327 — подделка, изготовление или сбыт поддельных документов, государственных наград, штампов, печатей, бланков).
Датская газета Berlingske Tidende оценила приговор как «относительно снисходительный», отмечая, что за свои преступления он мог бы получить 46 лет. По мнению газеты, низкий срок вызван тем, что у него есть маленькие дети в Дании. Министр внутренних дел Дании Карен Йесперсен заявила, что после освобождения Азизу не следует разрешать возвращаться в Данию.
После оглашения приговора датское посольство направило в российский МИД ноту протеста, утверждая, что обращение с подсудимым было недостаточно гуманным. Его адвокат Юнна Гончаренко утверждала, что в тюрьме Азизу наносили побои.

### Смерть
Азиз отбывал наказание в Волгограде. После терактов 11 сентября 2001 года в США датское правительство решило ужесточить правила оказания консульской помощи, в мае 2002 года консульская помощь Азизу была прекращена.
20 августа 2002 года Азиз, находясь на лечении от туберкулёза в тюремной больнице, упал с кровати и умер от черепно-мозговой травмы (согласно свидетельству о смерти).
Российские власти предложили перевезти его тело в Данию, однако жена Азиза отказалась. Его похоронили на мусульманском кладбище в Москве в присутствии имама из Дании, которому предоставили экстренную визу. Семья Азиза также отказалась возбуждать дело в Европейском суде по правам человека по поводу возможных злоупотреблений в тюрьме.

## Оценки
Российские СМИ оценивали Азиза негативно, в основном делая акцент на сексуальном и физическом насилии со стороны Азиза в отношении несовершеннолетних русской национальности и эмоционально описывая эти эпизоды.
Датская Berlingske Tidende называла Азиза «исламским фундаменталистом», который, возможно, связан с другим датским террористом Абу Муджахедом из террористической группировки «Асбат аль-Ансар». Также газета отметила «серьёзные преступления», к которым причастен Азиз: убийства русских женщин, похищения заложников, вырезание части тел у похищенных и шантаж родственников, похищение девочек-подростков и удержание их как сексуальных рабынь.
По мнению Датского института международных исследований, Азиз был важным игроком на международной арене джихада в середине — конце 1990-х годов, обладая обширными связями. Азиза в публикации института называют одним из самых известных датских джихадистов, пользующихся дурной славой.
В октябре 2007 года в отчёте Датского института международных исследований имя Азиза называлось в числе ряда террористов, которые получили политическое убежище в Дании. В связи с этим датские политики и общественные организации потребовали разъяснений от министра юстиции Дании Лене Есперсен, которая отказалась от комментариев.